# World Filled with Love
"World Filled with Love" jest piątym w Wielkiej Brytanii i zarazem czwartym na świecie singlem brytyjskiego artysty R&B Craiga Davida z jego drugiego albumu o nazwie Slicker Than Your Average. Utwór ten był jego pierwszym singlem, który nie trafił do pierwszej dziesiątki najlepszych przebojów, łamiąc tym samym dobrą passę Davida, gdzie dziesięć jego kolejnych piosenek trafiało do Top 10 najlepszych utworów (wliczając do tego dwa utwory stworzone przy współpracy z Artful Dodger, tj. "Re-Rewind" i "Woman Trouble"). Ostatecznie trafił on na #15 miejsce na UK Singles Chart.
Utwór został wydany również jak czwarty singiel w Australii i Francji. W Australii stał się drugim najniżej notowanym utworem Craiga, podczas gdy we Francji był najniżej notowany. "World Filled with Love" był ostatnią piosenką ze Slicker Than Your Average, wydaną na terenie Francji. Natomiast w Wielkiej Brytanii i Australii został wydany jeszcze jeden dodatkowy singiel.
Był to drugi z kolei utwór Craiga Davida, który został wydany w formacie singla DVD.

## Teledysk
Teledysk ukazuje śpiewającego Craiga Davida na tle oceanu oraz zabudowań miasta. Jest on również przeplatany scenami z uśmiechającymi się ludźmi różnej narodowości i w różnym wieku. Wideo do utworu "World Filled with Love" pojawiło się 13 września 2011 roku w serwisie YouTube. Trwa ono 3:38 minut. Teledysk został wyreżyserowany przez zespół Calabazitaz.

## Listy utworów i formaty
UK CD:
| Nr | Tytuł utworu                                         | Długość |
| -- | ---------------------------------------------------- | ------- |
| 1. | „World Filled with Love”                             | 3:42    |
| 2. | „Candle in the Wind” (na żywo z The Old Vic, Londyn) | 3:33    |
| 3. | „What’s Your Flava?” (na żywo)                       | 4:32    |
|    |                                                      | 11:47   |

UK CD 2 (Enhanced, Promo):
| Nr | Tytuł utworu                              | Długość |
| -- | ----------------------------------------- | ------- |
| 1. | „World Filled with Love” (wersja radiowa) | 3:40    |
| 2. | „World Filled with Love” (teledysk)       | 3:38    |
|    |                                           | 7:18    |

UK CD 3 (Promo):
| Nr | Tytuł utworu                                                   | Długość |
| -- | -------------------------------------------------------------- | ------- |
| 1. | „World Filled with Love” (Miss Cherokee Remix (feat. J. Gunn)) | 4:42    |
| 2. | „World Filled with Love” (Mentor Hip Hop Hindi Mix)            | 4:07    |
| 3. | „World Filled with Love” (Mentor Remix)                        | 4:08    |
|    |                                                                | 12:57   |

UK DVD:
| Nr | Tytuł utworu                                                       | Długość |
| -- | ------------------------------------------------------------------ | ------- |
| 1. | „World Filled with Love” (teledysk)                                | 3:38    |
| 2. | „World Filled with Love” (wersja akustyczna na żywo AOL, teledysk) |         |
| 3. | „World Filled with Love” (wersja akustyczna na żywo, DVD-Audio)    |         |
| 4. | „Picture Gallery & World Tour Information”                         |         |

UK 12" Vinyl (Promo):
| Nr | Tytuł utworu                                                   | Długość |
| -- | -------------------------------------------------------------- | ------- |
| 1. | „World Filled with Love” (Miss Cherokee Remix (feat. J. Gunn)) | 4:42    |
| 2. | „World Filled with Love” (Miss Cherokee Instrumental)          | 4:43    |
| 3. | „World Filled with Love” (Mentor Hip Hop Hindi Remix)          | 4:07    |
| 4. | „World Filled with Love” (Mentor Hip Hop Remix)                | 4:08    |
|    |                                                                | 17:40   |

UK 12" Vinyl (33⅓ RPM):
| Nr | Tytuł utworu                                  | Długość |
| -- | --------------------------------------------- | ------- |
| 1. | „World Filled with Love” (Breath Bootleg Mix) | 5:39    |
| 2. | „World Filled with Love” (Spoonface Remix)    | 4:44    |
|    |                                               | 10:23   |

Europe CD:
| Nr | Tytuł utworu                                                   | Długość |
| -- | -------------------------------------------------------------- | ------- |
| 1. | „World Filled with Love” (wersja radiowa)                      | 3:40    |
| 2. | „World Filled with Love” (Miss Cherokee Remix (feat. J. Gunn)) | 4:42    |
| 3. | „World Filled with Love” (Mentor Remix)                        | 4:08    |
|    |                                                                | 12:30   |

## Pozycje na listach
"World Filled with Love" uplasował się #15 miejscu na UK Singles Chart i utrzymał się w Top 75 przez cztery tygodnie.
| Lista                    | Najlepsza pozycja |
| ------------------------ | ----------------- |
| Australian Singles Chart | 32                |
| Germany Singles Chart    | 94                |
| Germany Airplay Top 100  | 4                 |
| French Singles Chart     | 83                |
| Swiss Singles Chart      | 40                |
| UK Singles Chart         | 15                |
| World Chart Show         | 22                |